# Yvan Arpa
Pour les articles homonymes, voir ARPA.
Yvan Arpa est un designer suisse de montres.

## Biographie
Yvan Arpa commence sa carrière en tant que professeur en mathématiques. Après une participation à des combats professionnels d'arts martiaux, en Thaïlande, une traversée de la Papouasie-Nouvelle-Guinée à pied, il retourne à ses racines en Suisse[réf. nécessaire].
En 1997, il rejoint le groupe Richemont pour Baume & Mercier en tant que directeur général pour la Suisse et comme directeur des ventes pour l'Europe et l'Asie.
De 2002 à 2006, il est directeur général de Hublot, participant ainsi au lancement de la Big Bang.
De 2006 à 2009, il est le directeur général (CEO) de Romain Jerome, et lance notamment des montres en acier rouillé du Titanic et des montres contenant de la poussière de lune,.
En 2009 Yvan, Arpa a créé sa propre entreprise appelée Luxury Artpieces pour laquelle il a lancé les marques.
- Black Belt Watch : s'inspirant des sept vertus, le code de conduite des samouraïs, associées au guerrier bushido. La marque[6] propose également une montre uniquement pour les personnes qui ont obtenu une ceinture noire en arts martiaux[7].
- ArtyA : la marque se caractérise par les matières premières non conventionnelles utilisé comme des ailes de papillon, de vraies balles, de crottes de dinosaures fossilisées, de vraies araignées, des boîtes frappées par la foudre ou des feuilles de tabac[8].

De 2010 à 2011, il est COO de Jacob & Co (en),.
Au Baselworld 2013, il lance la marque Spero Lucem, nommée en l'honneur de sa ville de naissance, Genève.
Yvan Arpa a également personnalisé une moto, qu'il a passé plus de 1000 heures à sculpter et à personnaliser. À l'arrière on retrouve, incrustée, de l'artillerie sous la forme d'une ceinture de balles XXL.
En 2016, il conçoit le design de la Gear S3 de Samsung, la première smartwatch utilisant les codes de  l'horlogerie haut de gamme,. C'est lui qui a présenté cette montre à Berlin, lors de son lancement international[source insuffisante].
En 2017, Yvan Arpa s’allie à Pascal Meyer,patron du site Qoqa. De leur union naît les montres Magma, entièrement « swiss made » reprenant les codes de la haute horlogerie. Particularité : elles portent une plaque issue de la fonte de 5 montres iconiques de l’horlogerie Suisse.